# Collegio di East Antrim
East Antrim è un collegio elettorale nordirlandese della Camera dei Comuni del Parlamento del Regno Unito. Elegge un membro del Parlamento con il sistema maggioritario a turno unico. Il rappresentante del collegio, dal 2005, è Sammy Wilson del Partito Unionista Democratico.

## Estensione

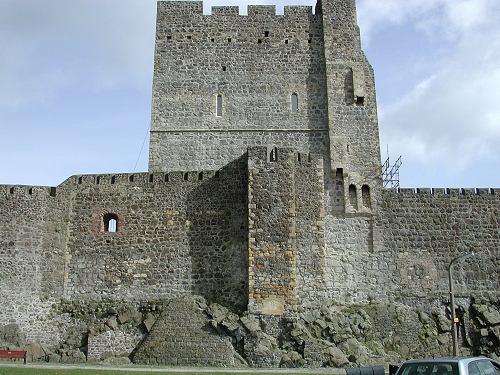
Castello di Carrickfergus

Il collegio originale comprendeva la parte orientale della contea di Antrim, ricavata dall'ex collegio di Antrim. Dal 1885 East Antrim consistette delle baronie di Belfast Lower e Glenarm Upper, e parti delle baronie di Antrim Upper, Antrim Lower e Belfast Upper, oltre alla città di Carrickfergus.
Il collegio elesse un membro del Parlamento dal 1885 al 1922.
L'attuale collegio fu creato nel 1983, in concomitanza con l'aumento dei collegi dell'Irlanda del Nord da 12 a 17, e fu costituito in maniera predominante da parti di North Antrim e South Antrim. Con le successive revisioni del 1995 (quando perse una parte del distretto di Newtownabbey a vantaggio di Belfast North) oggi comprende l'intero distretto di Larne e Carrickfergus, oltre a parte di Newtownabbey e Moyle.
Prima delle elezioni generali del 2010, la Boundary Commission propose due modifiche significative per East Antrim. Nel sud del collegio fu proposto di spostare un'altra parte di Newtownabbey in Belfast North, mentre nel nord del collegio sarebbero state acquisite le aree dei Glens e Ballycastle, nel distretto di Moyle, prese da North Antrim. East Antrim sarebbe stata ridenominata "Antrim Coast and Glens", ma quest'ultima parte della proposta sollevò molte questioni, in quanto alcuni sostennero che i Glens non avevano legami naturali con Jordanstown (e nel 1995 la Commissione stessa aveva citato proprio questa ragione quando aveva rigettato una proposta simile).
A seguito di consultazioni e revisioni delle proposte, i nuovi confini di East Antrim furono confermati e approvati dal Parlamento dell'Irlanda del Nord come segue:
- l'intero distretto di Carrickfergus
- l'intero distretto di Larne
- Glenaan, Glenariff, e Glendun del distretto di Moyle
- i ward di Jordanstown, Monkstown e Rostulla di Newtownabbey.

## Storia

### Dal 1885 al 1922
Il collegio rappresentò una forte area conservatrice e poi unionista; non vi fu mai la minima possibilità per un repubblicano o un nazionalista di essere eletto.
Dal 1886 al 1974 i deputati conservatori e unionisti costituirono un unico gruppo parlamentare; dal 1905 vi fu un'organizzazione unionista dell'Ulster, ma i deputati che vi appartenevano vennero classificati come "unionisti irlandesi" fino alle elezioni in Irlanda del Nord del 1921, che resero la partizione d'Irlanda effettiva, pertanto l'unionismo irlandese smise di essere un obiettivo realistico.
La vittoria del candidato unionista nel 1918 per 15.206 voti, contro gli 861 voti per Sinn Féin dimostra l'unanimità virtuale del sostegno unionista, e di conseguenza Sinn Féin non si candidà alle elezioni suppletive del 1919 nel collegio. Nel 1922 il collegio di East Antrim fu incorporato nel collegio di Antrim, che dal 1950 al 1983 fu diviso in North Antrim e South Antrim.

### Il primo Dáil
Sinn Féin partecipò alle elezioni generali del 1918 con un programma che, anziché occupare i seggi conquistati al Parlamento del Regno Unito, avrebbe invece istituito un'assemblea rivoluzionaria a Dublino. In teoria, ogni deputato repubblicano eletto in Irlanda era un potenziale deputato per questa assemblea, ma in pratica solo i deputati di Sinn Féin accettarono l'offerta.
Il primo Dáil rivoluzionario si riunì il 21 gennaio 1919 fino al 10 maggio 1921; secondo una risoluzione approvata il 10 maggio 1921, fu formalmente sciolto con l'istituzione del secondo Dáil, che avvenne il 16 agosto 1921.
Nel 1921 Sinn Féin decise di utilizzare le elezioni britanniche per la Camera dei comuni dell'Irlanda del Nord e per la Camera dei comuni per l'Irlanda del Sud come elezione per il secondo Dáil della repubblica d'Irlanda. L'area di East Antrim, nella teoria repubblicana, fu accorpata in un collegio di sette membri chiamato "Antrim".

### Il collegio dal 1983
East Antrim è a maggioranza unionista, e la somma dei voti nazionalisti supera raramente il 10%. Vi sono stati tuttavia episodi in cui i voti ai partiti che si trovano fuori dal tradizionale blocco unionista hanno superato la media, come ad esempio nel caso del Partito dell'Alleanza dell'Irlanda del Nord e dei Conservatori dell'Irlanda del Nord. Alle elezioni locali svoltesi nell'area equivalente a quella del collegio, molti voti vanno solitamente a candidati indipendenti oppure a gruppi. Il Partito Social Democratico e Laburista ha avuto un aumento a sorpresa dei voti nel 1998, superando il candidato del Partito Unionista Democratico, ed è stato il primo caso in cui un candidato nazionalista ha avuto tale risultato.
Il principale interesse nelle elezioni per Westminster è il duello tra il Partito Unionista dell'Ulster (UUP) e il Partito Unionista Democratico (DUP); alle elezioni generali del 1983 l'UUP si trovava a soli 367 voti davanti al DUP. Con l'obiettivo di opporsi all'accordo anglo-irlandese, il DUP non si candidò ad East Antrim fino alle elezioni generali del 1992, e ancora non riuscirono ad ottenere risultati soddisfacenti, anche se nelle elezioni del 1996 per il Forum dell'Irlanda del Nord arrivarono poco dopo l'UUP. Alle elezioni generali del 2001 il DUP ebbe un risultato sorprendente, arrivando a soli 128 dal vincere nel collegio, nonostante non fosse tra gli obiettivi primari del partito. Alle elezioni per l'Assemblea dell'Irlanda del Nord del 2003 ottennero due deputati in più all'Assemblea dell'Irlanda del Nord, e superarono l'UUP per la prima volta.
Il DUP continuò a cercare di ottenere il seggio, e vi riuscì alle elezioni generali del 2005.

## Membri del parlamento
| Elezione | Elezione                          | Deputato               | Partito                |
| -------- | --------------------------------- | ---------------------- | ---------------------- |
|          | 1885                              | James Martin McCalmont | Unionista Irlandese    |
| 1913 (S) | Robert Chaine Alexander McCalmont |                        | Unionista Irlandese    |
|          | 1919 (S)                          | George Boyle Hanna     | Unionista Indipendente |
|          | 1922                              | Collegio abolito       | Collegio abolito       |
|          | 1983                              | Collegio ricreato      | Collegio ricreato      |
|          | 1983                              | Roy Beggs              | Unionista dell'Ulster  |
|          | 2005                              | Sammy Wilson           | Unionista Democratico  |

## Risultati elettorali

### Elezioni negli anni 2020
| Partito                    | Partito                          | Candidato                  | Risultati 4 luglio 2024 | Risultati 4 luglio 2024 |
| Partito                    | Partito                          | Candidato                  | Voti                    | %                       |
| -------------------------- | -------------------------------- | -------------------------- | ----------------------- | ----------------------- |
|                            | DUP                              | Sammy Wilson               | 11 462                  | 28,89                   |
|                            | Alleanza                         | Danny Donnelly             | 10 156                  | 25,60                   |
|                            | UUP                              | John Stewart               | 9 476                   | 23,88                   |
|                            | TUV                              | Matthew Warwick            | 4 135                   | 10,42                   |
|                            | Sinn Féin                        | Oliver McMullan            | 2 986                   | 7,53                    |
|                            | SDLP                             | Margaret Anne McKillop     | 892                     | 2,25                    |
|                            | Verdi                            | Mark Bailey                | 568                     | 1,43                    |
|                            |                                  |                            |                         |                         |
| Iscritti                   | Iscritti                         | Iscritti                   | 73 302                  | 100,00                  |
| ↳ Votanti (% su iscritti)  | ↳ Votanti (% su iscritti)        | ↳ Votanti (% su iscritti)  | 39 675                  | 54,13                   |
| ↳ Astenuti (% su iscritti) | ↳ Astenuti (% su iscritti)       | ↳ Astenuti (% su iscritti) | 33 627                  | 45,87                   |
|                            |                                  |                            |                         |                         |
|                            | Esito: collegio confermato a DUP |                            |                         |                         |

### Elezioni negli anni 2010
| Partito                    | Partito                          | Candidato                  | Risultati 12 dicembre 2019 | Risultati 12 dicembre 2019 |
| Partito                    | Partito                          | Candidato                  | Voti                       | %                          |
| -------------------------- | -------------------------------- | -------------------------- | -------------------------- | -------------------------- |
|                            | DUP                              | Sammy Wilson               | 16 871                     | 45,28                      |
|                            | Alleanza                         | Danny Donnelly             | 10 165                     | 27,28                      |
|                            | UUP                              | Steve Aiken                | 5 475                      | 14,69                      |
|                            | Sinn Féin                        | Oliver McMullan            | 2 120                      | 5,69                       |
|                            | Conservatori                     | Aaron Rankin               | 1 043                      | 2,80                       |
|                            | SDLP                             | Angela Mulholland          | 902                        | 2,42                       |
|                            | Verdi                            | Philip Randle              | 685                        | 1,84                       |
|                            |                                  |                            |                            |                            |
| Iscritti                   | Iscritti                         | Iscritti                   | 64 645                     | 100,00                     |
| ↳ Votanti (% su iscritti)  | ↳ Votanti (% su iscritti)        | ↳ Votanti (% su iscritti)  | 37 261                     | 57,64                      |
| ↳ Astenuti (% su iscritti) | ↳ Astenuti (% su iscritti)       | ↳ Astenuti (% su iscritti) | 27 384                     | 42,36                      |
|                            |                                  |                            |                            |                            |
|                            | Esito: collegio confermato a DUP |                            |                            |                            |

| Partito                    | Partito                          | Candidato                  | Risultati 8 giugno 2017 | Risultati 8 giugno 2017 |
| Partito                    | Partito                          | Candidato                  | Voti                    | %                       |
| -------------------------- | -------------------------------- | -------------------------- | ----------------------- | ----------------------- |
|                            | DUP                              | Sammy Wilson               | 21 873                  | 57,34                   |
|                            | Alleanza                         | Stewart Dickson            | 5 950                   | 15,60                   |
|                            | UUP                              | John Stewart               | 4 524                   | 11,86                   |
|                            | Sinn Féin                        | Oliver McMullan            | 3 555                   | 9,32                    |
|                            | SDLP                             | Margaret McKillop          | 1 278                   | 3,35                    |
|                            | Conservatori                     | Mark Logan                 | 963                     | 2,52                    |
|                            |                                  |                            |                         |                         |
| Iscritti                   | Iscritti                         | Iscritti                   | 62 942                  | 100,00                  |
| ↳ Votanti (% su iscritti)  | ↳ Votanti (% su iscritti)        | ↳ Votanti (% su iscritti)  | 38 143                  | 60,60                   |
| ↳ Astenuti (% su iscritti) | ↳ Astenuti (% su iscritti)       | ↳ Astenuti (% su iscritti) | 24 799                  | 39,40                   |
|                            |                                  |                            |                         |                         |
|                            | Esito: collegio confermato a DUP |                            |                         |                         |

| Partito                    | Partito                          | Candidato                  | Risultati 7 maggio 2015 | Risultati 7 maggio 2015 |
| Partito                    | Partito                          | Candidato                  | Voti                    | %                       |
| -------------------------- | -------------------------------- | -------------------------- | ----------------------- | ----------------------- |
|                            | DUP                              | Sammy Wilson               | 12 103                  | 36,13                   |
|                            | UUP                              | Roy Beggs Jr               | 6 308                   | 18,83                   |
|                            | Alleanza                         | Stewart Dickson            | 5 021                   | 14,99                   |
|                            | UKIP                             | Noel Jordan                | 3 660                   | 10,93                   |
|                            | Sinn Féin                        | Oliver McMullan            | 2 314                   | 6,91                    |
|                            | TUV                              | Ruth Wilson                | 1 903                   | 5,68                    |
|                            | SDLP                             | Margaret McKillop          | 1 639                   | 4,89                    |
|                            | Conservatori                     | Alex Wilson                | 549                     | 1,64                    |
|                            |                                  |                            |                         |                         |
| Iscritti                   | Iscritti                         | Iscritti                   | 62 846                  | 100,00                  |
| ↳ Votanti (% su iscritti)  | ↳ Votanti (% su iscritti)        | ↳ Votanti (% su iscritti)  | 33 497                  | 53,30                   |
| ↳ Astenuti (% su iscritti) | ↳ Astenuti (% su iscritti)       | ↳ Astenuti (% su iscritti) | 29 349                  | 46,70                   |
|                            |                                  |                            |                         |                         |
|                            | Esito: collegio confermato a DUP |                            |                         |                         |

| Partito                    | Partito                          | Candidato                  | Risultati 6 maggio 2010 | Risultati 6 maggio 2010 |
| Partito                    | Partito                          | Candidato                  | Voti                    | %                       |
| -------------------------- | -------------------------------- | -------------------------- | ----------------------- | ----------------------- |
|                            | DUP                              | Sammy Wilson               | 13 993                  | 45,88                   |
|                            | UCU-NF                           | Rodney McCune              | 7 223                   | 23,68                   |
|                            | Alleanza                         | Gerry Lynch                | 3 377                   | 11,07                   |
|                            | Sinn Féin                        | Oliver McMullan            | 2 064                   | 6,77                    |
|                            | SDLP                             | Justin McCamphill          | 2 019                   | 6,62                    |
|                            | TUV                              | Sammy Morrison             | 1 826                   | 5,99                    |
|                            |                                  |                            |                         |                         |
| Iscritti                   | Iscritti                         | Iscritti                   | 60 161                  | 100,00                  |
| ↳ Votanti (% su iscritti)  | ↳ Votanti (% su iscritti)        | ↳ Votanti (% su iscritti)  | 30 502                  | 50,70                   |
| ↳ Astenuti (% su iscritti) | ↳ Astenuti (% su iscritti)       | ↳ Astenuti (% su iscritti) | 29 659                  | 49,30                   |
|                            |                                  |                            |                         |                         |
|                            | Esito: collegio confermato a DUP |                            |                         |                         |

### Elezioni negli anni 2000
| Partito                    | Partito                            | Candidato                  | Risultati 5 maggio 2005 | Risultati 5 maggio 2005 |
| Partito                    | Partito                            | Candidato                  | Voti                    | %                       |
| -------------------------- | ---------------------------------- | -------------------------- | ----------------------- | ----------------------- |
|                            | DUP                                | Sammy Wilson               | 15 766                  | 49,63                   |
|                            | UUP                                | Roy Beggs                  | 8 462                   | 26,64                   |
|                            | Alleanza                           | Seán Neeson                | 4 869                   | 15,33                   |
|                            | SDLP                               | Danny O'Connor             | 1 695                   | 5,34                    |
|                            | Sinn Féin                          | James McKeown              | 828                     | 2,61                    |
|                            | Rainbow Dream Ticket               | David Kerr                 | 147                     | 0,46                    |
|                            |                                    |                            |                         |                         |
| Iscritti                   | Iscritti                           | Iscritti                   | 58 288                  | 100,00                  |
| ↳ Votanti (% su iscritti)  | ↳ Votanti (% su iscritti)          | ↳ Votanti (% su iscritti)  | 31 767                  | 54,50                   |
| ↳ Astenuti (% su iscritti) | ↳ Astenuti (% su iscritti)         | ↳ Astenuti (% su iscritti) | 26 521                  | 45,50                   |
|                            |                                    |                            |                         |                         |
|                            | Esito: collegio passa da UUP a DUP |                            |                         |                         |

| Partito                    | Partito                          | Candidato                  | Risultati 7 giugno 2001 | Risultati 7 giugno 2001 |
| Partito                    | Partito                          | Candidato                  | Voti                    | %                       |
| -------------------------- | -------------------------------- | -------------------------- | ----------------------- | ----------------------- |
|                            | UUP                              | Roy Beggs                  | 13 101                  | 36,39                   |
|                            | DUP                              | Sammy Wilson               | 12 973                  | 36,04                   |
|                            | Alleanza                         | John Mathews               | 4 483                   | 12,45                   |
|                            | SDLP                             | Danny O'Connor             | 2 641                   | 7,34                    |
|                            | Indipendente                     | Lindsay Mason              | 1 092                   | 3,03                    |
|                            | Sinn Féin                        | Janette Graffan            | 903                     | 2,51                    |
|                            | Conservatori                     | Alan Greer                 | 807                     | 2,24                    |
|                            |                                  |                            |                         |                         |
| Iscritti                   | Iscritti                         | Iscritti                   | 60 913                  | 100,00                  |
| ↳ Votanti (% su iscritti)  | ↳ Votanti (% su iscritti)        | ↳ Votanti (% su iscritti)  | 36 000                  | 59,10                   |
| ↳ Astenuti (% su iscritti) | ↳ Astenuti (% su iscritti)       | ↳ Astenuti (% su iscritti) | 24 913                  | 40,90                   |
|                            |                                  |                            |                         |                         |
|                            | Esito: collegio confermato a UUP |                            |                         |                         |

## Risultati dei referendum

### Referendum sulla permanenza del Regno Unito nell'Unione europea del 2016
|  | Collegio         | Lasciare UE % | Rimanere in UE % |
|  | ---------------- | ------------- | ---------------- |
|  | East Antrim      | 55,20%        | 44,80%           |
|  | Irlanda del Nord | 44,22%        | 55,78%           |
|  | Regno Unito      | 51,89%        | 48,11%           |